# Mineralgödsel

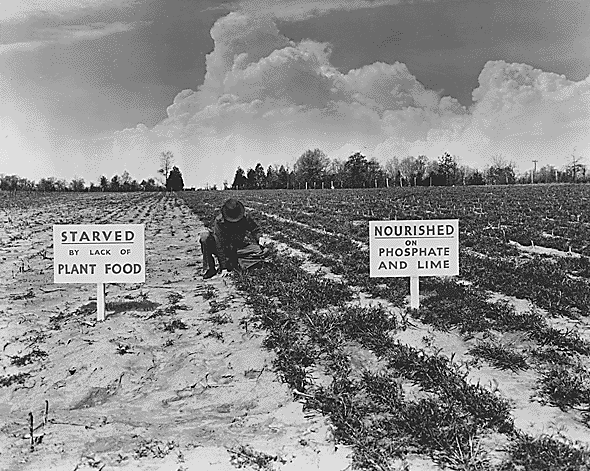
Tennessee Valley Authority främjade gödsling i södra USA under New Deal på 1930-talet.

Mineralgödsel, konstgödsel och handelsgödsel är inte synonyma begrepp. Konstgödning är gödsel framställt genom industriella processer. Handelsgödsel omfattar även vissa naturprodukter som guano och chilesalpeter. Dessa två har numera förlorat sin betydelse. Kaliumklorid och kaliumsulfat utvinnes från vissa mineral (exempelvis karnallit, polyhalit och kainit) från saltgruvor och är således mineralgödsel.
Den första importen av handelsgödselmedel till Sverige företogs 1844, då lantbrukaren Peter von Möller på Skottorp från England införde peruguano,"..
Den första tillverkningen av konstgödsel (superfosfat) i Sverige (Gäddviken) skedde år 1871.
De inledande försöken med konstgödning skedde i Tyskland och Frankrike på 1840-talet med ammoniumsulfat och i England med superfosfat.

## Kvävegödselmedel
1. norgesalpeter Ca(NO3)2•4H2O med 15,5% kväve
2. ammoniumsulfat med 21% kväve
3. ammoniumnitrat med 34-35% kväve
4. ammoniumklorid användes främst i Japan och Indien.
5. ammoniumsulfat nitrat (ASN) med 26% N (NH4)2SO4 + NH4NO3
6. ammoniumnitrat blandat med kalciumkarbonat (kalkstensmjöl) (CAN )har tillverkats med 21-28% kväve.
7. flytande ammoniak NH3 började användas på 1950-talet. Sprids med speciella nedmyllningsaggregat.
8. urea CO(NH2)2 med 45-46% kväve. Urea började tillverkas i Köping år 1965.
9. kalciumcyanamid (kalkkväve) med 18-24% kväve. Tillverkning i Sverige startade år 1907.
10. chilesalpeter (natriumnitrat) NaNO3

Av dessa har 9. och 10. nästan enbart historiskt intresse.

## Fosforgödselmedel
1. Superfosfat med 7,9-9,6% fosfor. Tillverkas av råfosfat (eller apatit) + svavelsyra.
2. Dubbelsuperfosfat Tillverkas genom blandning av superfosfat med trippelsuperfosfat eller genom uppslutning av råfosfat med en blandning av svavelsyra och fosforsyra. Dubbelsuperfosfat med 12,7% fosfor har tillverkats i Sverige.
3. Trippelsuperfosfat med 18.3-21,9% fosfor.
4. Thomasfosfat är en biprodukt från ståltillverkning med 5,9-6,8% fosfor.

## Sammansatta gödselmedel
Dessa brukar anges med hjälp av bokstavsbeteckningarna för de grundämne som ingår, samt procenthalten av dessa. 
I engelskspråkiga länder anges vanligtvis halten av P2O5 istället för P och K2O istället för K. Exempelvis innehåller NPK 16-16-16, 16 % kväve, 7 % fosfor och 13,3 % kalium. Detta system användes förut i Sverige.

### PK
Tillverkas vanligtvis genom att superfosfat, dubbelsuperfosfat eller trippelsuperfosfat blandas med kaliumklorid. Började tillverkas i Sverige 1952.

### NPS
Ett vanligt NPS gödselmedel består av en blandning av monoammoniumfosfat och ammoniumsulfat. En vanlig sammansättning är 16 % N, 20 % P2O5 och 13 % S.

### NP och NPK
NPK (kväve, fosfor och kalium) är en vanlig typ av konstgödsel kan tillverkas enligt flera olika metoder. 
1. Ammoniumvätefosfatmetoden.Ammoniak, neutraliseras med en blandning av salpetersyra, svavelsyra, och fosforsyra därefter tillsättes kaliumklorid eller kaliumsulfat.Produkten torkas och granuleras. Denna metoden har använts i Landskrona.
2. Oddaprocessen.  Råfosfat behandlas med salpetersyra, kalciumnitrat centrifugeras bort varefter tillsättes ammoniak samt eventuellt kaliumsalter. Denna metoden har använts i Köping för tillverkning av NP-gödselmedel.
3. Pec-metoden. Råfosfat behandlas med salpetersyra, därefter tillsättes ammoniak och koldioxid. Det andra processteget sker enligt följande formel Ca(NO3)2 + CO2 + H2O + 2NH3 → CaCO3 + 2NH4NO3 Denna metoden är fransk och har använts i Köping för tillverkning av NPK-gödselmedel.
4. Sulfonitric process. Råfosfat behandlas med salpetersyra, därefter tillsättes svavelsyra och ammoniak. Det andra reaktionssteget sker enligt följande formel Ca(NO3)2 + H2SO4 + 2NH3 → CaSO4 + 2NH4NO3  En metod som fått stor användning i USA
5. Phosphonitric process.Råfosfat behandlas med salpetersyra, därefter tillsättes fosforsyra och ammoniak. Det andra processteget sker enligt följande formel. Ca(NO3)2 + 2NH3 + H3PO4 → CaHPO4 + 2NH4NO3 En metod som fått stor användning i USA.

Granulerade gödselmedel används vanligtvis på åkrar, medan flytande gödselmedel för blandning med vatten vanligtvis används i växthus. NPK-konstgödsel innehåller ibland mikronäringsämnen som koppar, zink, bor, mangan och molybden.

#### Mellanprodukter vid tillverkning av konstgödsel
- Ammoniak tillverkas genom Haber–Bosch-processen genom reaktion mellan vätgas och kvävgas under högt tryck och hög temperatur.
- Salpetersyra tillverkas genom oxidation av ammoniak (Ostwald-metoden).
- Fosforsyra tillverkas vanligtvis av råfosfat(eller apatit) och svavelsyra. Som biprodukter fås gips och fluorkiselsyra.
- Svavelsyra tillverkas vanligtvis av svavel eller svavelkis.
- Monoammoniumfosfat (MAP)
- Diammoniumfosfat (DAP)